# 홍방군
홍방군(베트남어: Quận Hồng Bàng / 郡鴻龐)은 베트남 하이퐁시의 중심부에 위치한 행정 구역이다. 2018년을 기준으로 면적은 14.5 km2, 인구는 172,310명이다.

## 행정구역
홍방군은 11개의 방(坊)을 관할하고 있다.
- 할리이 (Hạ Lý / 下里)
- 황반투 (Hoàng Văn Thụ / 黃文樹)
- 훙브엉 (Hùng Vương / 雄王)
- 민카이 (Minh Khai / 明開)
- 팜홈타이 (Phạm Hồng Thái / 范鴻泰)
- 판보이쩌우 (Phan Bội Châu / 潘佩珠)
- 꽝또안 (Quán Toan / 館算)
- 꽝쭝 (Quang Trung / 光中)
- 소저우 (Sở Dầu / 所喻)
- 트엉리이 (Thượng Lý / 上里)
- 짜이쭈오이 (Trại Chuối / 寨桎)

## 명소
홍방군의 명소들로는 다음과 같은 것들이 있다.
- 하이퐁 시립 박물관

민카이 프엉 66번지 디엔비엔푸 거리에 중심부에 위치해 했다. 1919년 유럽식 고틱 스타일로 지어졌다. 하이퐁 박물관은 1959년 12 월 20일 공식적으로 개관했다. 300,000개가 넘는 문서를 통해 전시실은 120개가 넘고, 15개 전시실에 전시되어 있다. 시립 박물관은 하이퐁 개발 역사와 베트남의 공산당 이래 지금까지 혁명 운동의 역사를 생생하고, 체계적으로 보여준다.
- 하이퐁 대성당

1886년에 스페인의 도미니크회가 세웠다. 1676년부터 1866년까지 도미니크 계보에는 26명의 성직자를 포함하여 31명의 순교자가 있었다. 1866년까지, 통킹에 있었던 스페인 도미니크 교단에는 3개의 교구, 20,000명의 신자들이 있었다.
- 안락 사원

소즈우 프엉에 위치한 쩐 왕조(1226년 ~ 1400년) 시대에 세워진 불교 사원이다. 베트남 전쟁 동안 미국의 폭격으로 파괴되었다고 복원되었다.
- 하이퐁 철시장

프랑스 식민 통치 하의 19세기 후반부터 시에 세워졌으며, 그후 큰 시장이라고 불렸다. 시장이 주로 철과 강철 재료로 만들어져서 철 시장이라고 불린다.